# مؤشر بلومبيرغ للمليارديرات
مؤشر بلومبرج للمليارديرات هو ترتيب يومي لأغنى أغنياء العالم. ظهر المؤشر لأول مرة في آذار 2012 ويتتبع صافي ثروة أغنى 500 شخص على هذا الكوكب. وهي تستمد المعلومات من «النشاط في سوق الأوراق المالية، والمؤشرات الاقتصادية والتقارير الإخبارية»، وتعرض لمحة عن كل ملياردير، وتتضمن أداة تتيح للمستخدمين مقارنة ثروات المليارديرات المتعددين. يتم تحديث المؤشر كل يوم في ختام التداول في نيويورك.
بسبب السياسة التحريرية، يستثني المؤشر من تصنيف مؤسس الشركة الملياردير ومالك الأغلبية، مايكل بلومبيرغ.

## الإطلاق والخلفية
مؤشر بلومبرج للمليارديرات هو تصنيف يومي لمليارديرات العالم تنشره بلومبيرغ نيوز منذ آذار 2012. يتتبع أغنى 500 شخص في العالم. تم تصميم التصنيف لتقديم عرض أكثر شفافية وخضوعا للمساءلة لأكبر الثروات الشخصية في العالم. في البداية، تتبع المؤشر أغنى 20 شخصاً في العالم فقط، ثم توسع إلى 100 و 200 و 400 ولاحقاً 500 في تشرين الأول 2016.
عند إطلاقه في عام 2012, كان قطب الاتصالات المكسيكي كارلوس سليم في الصدارة، بقيمة صافية تقدر بنحو 65.8 مليار دولار. اعتباراً من أيار 2013، كان المؤسس المشارك لشركة مايكروسوفت، بيل غيتس، أكبر ملياردير في العالم. شهد كل من الرئيس التنفيذي لشركة أمازون جيف بيزوس وتاجر الأزياء الإسباني أمانسيو أورتيغا زيادة كبيرة في صافي ثروتهما خلال عامي 2016 و 2017 وتحدى غيتس في المركز الأول. تجاوزه بيزوس في النهاية وظل الملياردير الأعلى في العالم بقيمة صافية تقدر بنحو 200.3 مليار دولار وفقاً لمؤشر بلومبيرغ للمليارديرات الصادر في مارس 2024.
كشف المؤشر عن ثروات مخفية وكشف عن أكثر من 400 ملياردير مخفي منذ تأسيسه. قال ماثيو ميلر، المحرر المؤسس لمليارديرات بلومبيرغ في عام 2013, إن المليارديرات المختبئين يتم تحديدهم من خلال «التأكد من أننا قمنا بحساب جميع الشركات في الأصول المملوكة عن كثب في جميع أنحاء العالم». ومن بين المليارديرات الذين كشفهم المؤشر جيمي ديمون، رئيس مجلس إدارة جي بي مورجان تشيس، لينسي توريس، رئيس إن-ان-أوت برجر، وريث فيراري موتورز بييرو فيراري ورئيس شركة Biel Crystal Factoryory Yeung Kin-Man.
أثناء الإبلاغ عن المليارديرات المختبئين، يوفر المؤشر تغطية ومحاولات لوضع ثروة أغنى أغنياء العالم في الاعتبار، مثل الملكة إليزابيث الثانية والرئيس الأمريكي السابق دونالد ترامب.

## المنهجية
يقدم المؤشر نظرة ديناميكية على الثروة التي يسيطر عليها أغنى أغنياء العالم بينما يحاول تقديم منظور جديد حول كيفية رؤية وسائل الإعلام لحركة تلك الثروة وتتبعها. المؤشر «تم إنشاؤه للتغيير يوميًا اعتماداً على تقلبات الأسهم والأخبار الاقتصادية / أخبار الشركة.»
لحساب ثروة الأفراد، يعتمد المؤشر على مزيج من البيانات العامة والخاصة، وتتبع أسعار الأسهم والمقتنيات المعلنة وكذلك القيم المحسوبة للشركات الخاصة باستخدام المعلومات المشتقة أو المبلغ عنها والتي يتم تقييمها باستخدام مقارنات مباشرة مع المنافسين العامين.
يتم تحويل التقييمات إلى الدولار الأمريكي بأسعار الصرف الحالية ولا تتضمن افتراضات حول الديون الشخصية.
وقد لاحظ الصحفيون أن المنهجية التفصيلية المستخدمة للمؤشر أكثر شفافية من الحسابات "الغامضة إلى حد ما" وراء القوائم الأخرى. "يقول القائمون على بلومبيرغ إن تقديراتهم قد تكون أكثر دقة من تقديرات المنافسين لأن لديهم بيانات وتقارير أفضل (من محطات بلومبيرغ وموظفيها).

## عرض مرئي للمعلومات
الفهرس الكامل متاح على محطة بلومبيرغ، وإصدار سهل الاستخدام مصمم لجذب جمهور كبير متاح على الإنترنت مجاناً. هناك أدوات لمقارنة ثروات المليارديرات المتعددين، وتتبع المليارديرات الذين تتغير أصولهم بشكل أكبر، وتحليل الأداء لمدة عام واحد للمليارديرات الأفراد الذين تم تجميعهم حسب الصناعة أو المنطقة أو الدولة.
يتضمن الملف التعريفي لكل ملياردير تفسيرات لتقييم الأصول وتحليلاً مرئيًا أكثر تفصيلاً لكل ثروة.

## روابط خارجية
- مؤشر بلومبرج للمليارديرات